# Symphonie no 1 de Piston
Pour les articles homonymes, voir Symphonie no 1.
La Symphonie no 1 a été écrite par Walter Piston en 1937.

## Historique
Au moment où Piston termine sa première symphonie, il a 43 ans. Elle a été créée le 8 avril 1938 par l'Orchestre symphonique de Boston dirigé par le compositeur.

## Structure
L'œuvre, comme la plupart des symphonies de Piston, est en trois mouvements:
1. Andantino quasi adagio-allegro (4/4)
2. Adagio (6/8)
3. Allegro con fuoco (2/2)

Comme la symphonie nº 8 beaucoup plus tardive, la technique dodécaphonique est utilisée avec une large palette d'éléments de composition. Le premier mouvement commence par un exemple rare chez Piston, d'un ostinato, présenté dans les basses en pizzicato. Cet ostinato se compose de neuf des douze notes chromatiques, et les trois autres se trouvent dans le thème joué au-dessus. L'ambiance est sombre et poignante. Malgré la saturation chromatique, ce mouvement (ainsi que le finale) est dans la tonalité d'ut majeur. Cette lente introduction est suivie d'un mouvement de sonate allegro vigoureux avec un thème principal issu du thème ostinato. L'ostinato revient une nouvelle fois à la fin du mouvement, et sa nature chromatique permet le passage à la tonalité de fa dièse pour le second mouvement, dont le matériau thématique est également dérivé de l'ostinato. Le finale est en forme de rondo, avec le thème principal une fois de plus pris depuis le début de cet ostinato, seulement en inversion.